# Poštna številka v Sloveniji
Poštna številka je znak, sestavljen iz števk, ki dopolnjuje oziroma nadomešča naziv organizacijske enote javnega poštnega omrežja. 
Namen poštne številke je omogočiti hitrejše in enostavnejše usmerjanje poštnih pošiljk v notranjem poštnem prometu, omogočiti uporabo avtomatizacije in mehanizacije pri predelavi pošiljk, omogočiti obdelavo podatkov z uporabo elektronskih medijev.
Poštna številka označuje pošiljke za dostavo ali poštne predale. Iste poštne številke ne moreta imeti dve ali več organizacijskih enot javnega poštnega omrežja.

## Sestava in uporaba
Poštna številka je sestavljena tako, da imajo vse njene števke ali njihove kombinacije določen pomen. Prva števka praviloma označuje območje poslovne enote (PE), druge tri pa določeno poštno enoto na območju PE. 
Prva števka označuje:
- 1 - območje PE Ljubljana,
- 2 - območje PE Maribor,
- 3 - območje PE Celje,
- 4 - območje PE Kranj,
- 5 - območje PE Nova Gorica,
- 6 - območje PE Koper - Capodistria,
- 8 - območje PE Novo Mesto,
- 9 - območje PE Murska Sobota,

V večjih mestih se dostava označi s kombinacijo 000, npr. 1000 Ljubljana; poštni predali pa z 001, npr. 1001 Ljubljana.
Poštna številka se v naslovu piše pred nazivom pošte, v skladu z določili Splošnih pogojev izvajanja univerzalne poštne storitve.

## Vir
- Uradno glasilo pošte Slovenije št. 3, letnik XV.